# Ricky Carmichael

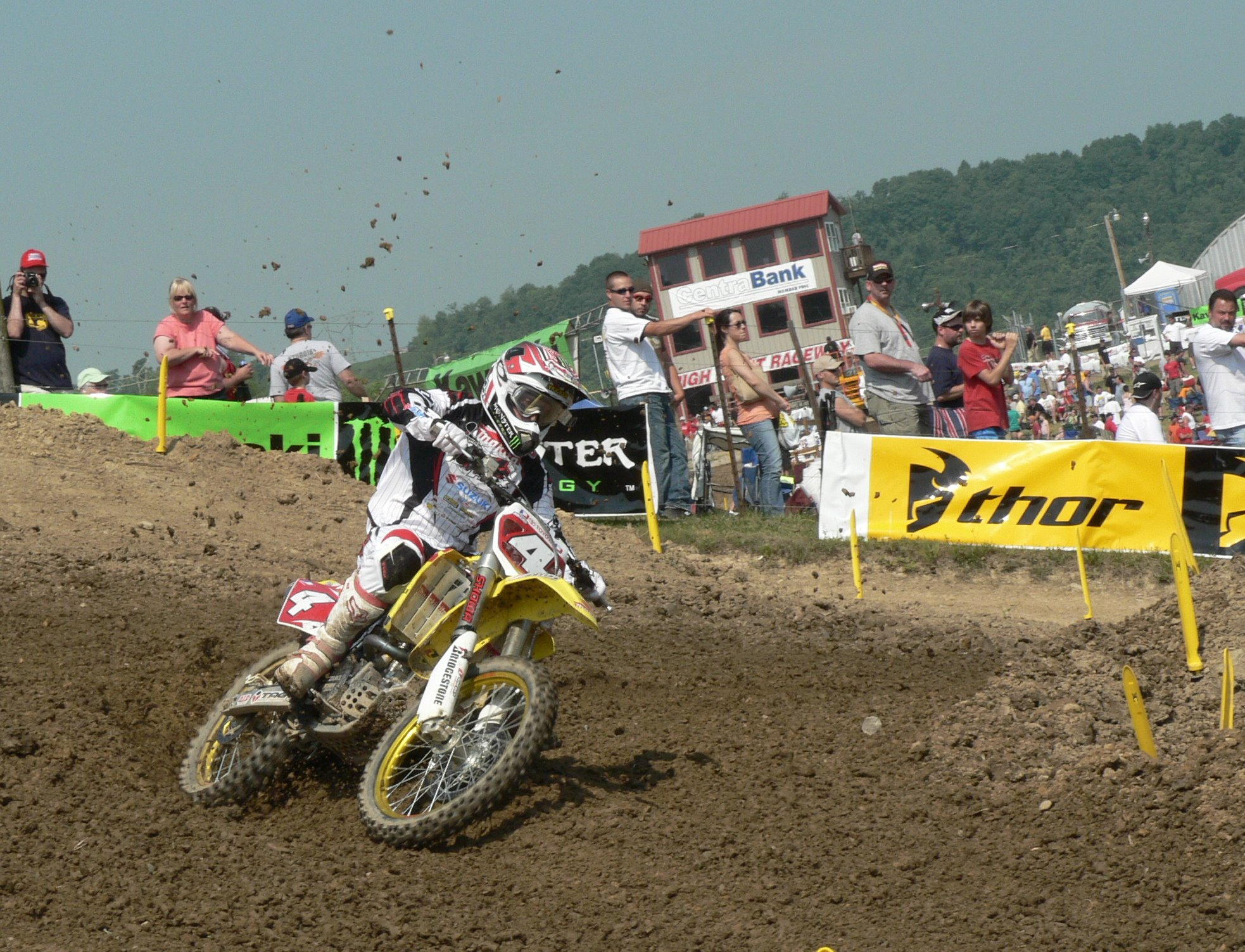
Ricky Carmichael 2007

Ricky Carmichael, född den 27 november 1979 i Clearwater i Florida, är en amerikansk motocross- och supercross-förare som nu även kör Nascarserien. I slutet av sin karriär fick han titeln "The Goat" vilket betyder The Greatest of All Time.

## Början
Carmichael började sin motorcykelkarriär i USA tidigt. Efter att ha satt rekord i amatörserien så körde han sin premiär i AMA 125 Nations sista race 1996. 

## 125-karriär
1997 vann han AMA 125 National med Kawasaki. Nästa år, 1998, vann han AMA 125 East Cost SX genom att vinna varenda tävling. Samma år vann han också AMA 125 Nation. Nästa år likadant.
- 1996: 32:a plats
- 1997: 3:e plats ESX, 1:a 125MX
- 1998: 1:a plats ESX + 125MX
- 1999: 16:e plats SX, 1:a 125MX
- 2000: 5:a SX, 1:a 250MX

## 250-karriär
- 2000 gick han upp till 250 och vann AMA 250 National (vann 9 av 12 race) och US Open of Supercross. Han var även med och körde "motocross des nations" för USA.

- 2001 körde han AMA 250 Supercross. Jeremy McGrath vann två av de tre första deltävlingarna över Carmichael, men sedan vann Carmichael 13 tävlingar i rad och vann serien. Han vann även AMA 250 Nations och US Open of Supercross.

- 2002 bytte Carmichael från Kawasaki till Honda. Han vann då alla race i AMA 250 National och vann även Supercrosserien (AMA 250 Supercros).

- 2003 vann han sin tredje supercrosserie, men denna gång var det mycket jämnare. Han vann bara med 7 poäng över Chad Reed.

- 2004 skadade han sig och missade supercrosserien. Men vann ändå AMA 250 National där han vann alla deltävlingar.

- 2005 bytte han märke till Suzuki och vann Supercrosserien. Han vann även US Open of Supercross och ledde USA till seger i Motocross des nations.

- 2006 blev det jämnare i Supercrosserien och Carmichael, Chad Reed och James "Bubba" Stewart hade bara fem poäng emellan sig när finalen avgjordes i Las Vegas. Carmichael kom tvåa efter Stewart men vann ändå. Han vann också för sista gången AMA 250 Nations.

Han är den enda förare tillsammans med James "Bubba" Stewart som har gjort en "perfekt säsong", alltså att vinna alla deltävlingarna, 2004 och 2002 i AMA 250 Nations.
Han har vunnit 102 gånger utomhus och 48 gånger inomhus.

## Nascar
Säsongen 2007 började Carmichael köra Nascar. Han har dock kört motocross på "deltid" och vunnit deltävlingar både i motocross och supercross. Han avslutade sin motocrosskarriär 2007 med att representera USA i Motocross des Nations på hemmaplan. Det blev Carmichaels tredje seger i lag-VM. Carmichael vann sista heatet.

## Familj
Ricky har två tvillingbarn, Kadin och Elise, med sin frånskilda fru Ursula Carmichael.